# Brachymitrion mandonii
Brachymitrion mandonii là một loài rêu trong họ Splachnaceae. Loài này được (Müll. Hal.) Schimp. ex Müll. Hal. mô tả khoa học đầu tiên năm 1897.